# Dabo (Etiópia)
Dabo (pão de mel) é muitas vezes utilizado na Etiópia como pequeno-almoço ou lanche, principalmente em viagem. Para o preparar, começa-se por torrar folhas de rosmaninho ou alecrim até começarem a deitar cheiro (cerca de 30 segundos). Numa pequena tigela, junta-se óleo, levedura e água morna, mistura-se e deixa-se que a mistura comece a fermentar. Numa tigela grande, coloca-se farinha de trigo e sal e mistura-se a levedura até formar uma bola; junta-se o mel e o rosmaninho tostado e deixa-se a levedar durante uma hora, num recipiente untado com óleo e tapado com um pano húmido. Quando a massa aumentou de volume, transfere-se para uma superfície enfarinhada e preparam-se os pães que se colocam em formas, se deixam crescer mais algum tempo e se assam em forno forte. 